# Crawl
Crawl je EP švedskog death metal-sastava Entombed. Diskografska kuća Earache Records objavila ga je 1991.

## Popis pjesama
| 1. | »Crawl« | 5:32 |

| Strana B | Strana B      | Strana B | Strana B | Strana B | Strana B | Strana B | Strana B | Strana B | Strana B |
| Br.      | Skladba       | Trajanje |          |          |          |          |          |          |          |
| -------- | ------------- | -------- | -------- | -------- | -------- | -------- | -------- | -------- | -------- |
| 2.       | »Forsaken«    | 3:50     |          |          |          |          |          |          |          |
| 3.       | »Bitter Loss« | 3:55     |          |          |          |          |          |          |          |
| 13:17    |               |          |          |          |          |          |          |          |          |

## Zasluge
Entombed
- Ulf Cederlund – gitara
- Alex Hellid – solo-gitara
- Lars Rosenberg – bas-gitara
- Nicke Andersson – bubnjevi

Dodatni glazbenici
- Orvar Safström – vokal

Ostalo osoblje
- Dan Seagrave – grafički dizajn
- Ulf Isacson – fotografije
- Tomas Skogsberg – produkcija, inženjer zvuka, miks